# Rainhas Além da Avenida
Rainhas Além da Avenida é um documentário e reality show brasileiro, produzido pela AfroReggae Audiovisual, apresentado por Erika Januza tem estreia prevista para 14 de fevereiro de 2025 no GNT.
O programa acompanha os bastidores da vida real das rainha de bateria do Carnaval do Rio de Janeiro. A direção é de Jorge Espírito Santo e de José Junior.

## Formato
O programa mostrará o dia a dia das rainhas de bateria, explorando os desafios, preparações e responsabilidades dessas figuras centrais do carnaval carioca. Além dos bastidores dos desfiles, a atração trará aspectos pessoais e profissionais das protagonistas, revelando histórias inéditas.

## 1.ª Temporada (2025)
A temporada contou com um total de 4 episódios e diversas convidadas especiais, sendo exibida de 14 de fevereiro a 28 de fevereiro de 2025. 
| Episódio | Nome do Episódio          | Convidada                                         | Exibição Original       |
| -------- | ------------------------- | ------------------------------------------------- | ----------------------- |
| 1        | Um Dia De Rainha          | Lorena Raissa, Lexa, Mayara Lima                  | 14 de fevereiro de 2025 |
| 2        | Orgulho De Ser            | Viviane Araújo, Paolla Oliveira, Andressa Marinho | 21 de fevereiro de 2025 |
| 3        | Afirmação E Empoderamento | Evelyn Bastos, Maria Mariá, Bianca Monteiro       | 28 de fevereiro de 2025 |
| 4        | Enfim, O Sonho            | Sabrina Sato, Fabíola Andrade, Erika Januza       | 28 de fevereiro de 2025 |